# Ригерт, Питер
Питер Ригерт (англ. Peter Riegert, род. 11 апреля 1947) — американский актёр, режиссёр и сценарист, известный по ролям в таких фильмах, как «Зверинец» (1978), «Местный герой» (1983), «Оскар» (1991) и «Маска» (1994).

## Избранная фильмография
| Год  |   | Русское название    | Оригинальное название           | Роль                                            |
| ---- | - | ------------------- | ------------------------------- | ----------------------------------------------- |
| 1978 | ф | Зверинец            | National Lampoon's Animal House | Дональд «Бун» Шонстайн                          |
| 1983 | ф | Местный герой       | Local Hero                      | Макинтайр                                       |
| 1988 | ф | Перекрёсток Делэнси | Crossing Delancey               | Сэм Поснер                                      |
| 1991 | ф | Камень викингов     | The Runestone                   | Фандуччи                                        |
| 1991 | ф | Оскар               | Oscar                           | Алдо                                            |
| 1993 | ф | Цыганка             | Gypsy                           | Херби                                           |
| 1994 | ф | Маска               | The Mask                        | лейтенант Митч Келлоуэй                         |
| 1995 | ф | Хладнокровный       | Coldblooded                     | Стив                                            |
| 2000 | ф | Траффик             | Traffic                         | Майкл Адлер                                     |
| 2011 | ф | Мы купили зоопарк   | We Bought a Zoo                 | Делберт Макгинти                                |
| 2023 | с | Экстраполяции       | Extrapolations                  | Бен Цукер                                       |
| 2023 | ф | Слай Сталлоне       | Sly                             | В роли самого себя, хроника, в титрах не указан |